# Totò contro i quattro
Totò contro i quattro é um filme italiano de 1963, dirigido por Steno.

## Sinopse
O filme acompanha um dia do comissário Antonio Saracino (Totò). O dia começa bem, com o comissário a descobrir que lhe roubaram o carro novo, que deixara estacionado na rua. Para melhorar ainda mais, o comissário tem que lidar com quatro personagens, cada um dos quais a presentar o seu caso. 

## Elenco
- Totò (commissario Antonio Saracino)
- Aldo Fabrizi (don Amilcare)
- Nino Taranto (ispettore Giuseppe Mastrillo)
- Peppino De Filippo (cavalier Alfredo Fiore)
- Erminio Macario (colonnello La Matta)
- Ugo d'Alessio (brigadiere Di Sabato)
- Carlo Delle Piane (Pecorino)
- Mario Castellani (Commendatore Filippo Lancetti)
- Pietro Carloni (il cognato di Lancetti)
- Rossella Como (la moglie di Lancetti)
- Dany París (Jacqueline)
- Ivy Olsen (signora Durant)
- Nino Terzo (agente Pappalardo)
- Moira Orfei (signora Fiore)
- Mario De Simone (agente Spampinato)
- Luciano Bonanni (il ladro anziano)
- Piero Gerlini (un passante)
- Mariano Laurenti (uomo che guida la Fiat 600)